# Noël Burdeyron
 Noël Burdeyron  fut, pendant la Seconde Guerre mondiale, un agent secret français du Special Operations Executive.

## Identités
- Pseudo : Norman F. Burley
- Comme agent du SOE, section F :
  - Nom de guerre (field name) : « Gaston »
  - Nom de code opérationnel : AUTOGIRO[1]
  - Alias : Cavali

Parcours militaire : SOE, section F ; grade : captain.

## Éléments biographiques
Noël Burdeyron naît le 25 décembre 1906 à St Pancras (Londres).
Fils de Fernand Guillaume natif de Beuzeville, établi à Londres, et de Sabine Nanzer suisse du Valais.
Il exerce la profession de second maître d'hôtel au Dorchester Hotel.
En 1930, il épouse à Beuzeville Jeanne Rose Emma Marcelle Rioult et le couple a une fille Estelle née à Londres en 1931.
Après cinq tentatives infructueuses d’infiltration par mer, et deux de parachutage le 11 et 13 juin, Noël Burdeyron est finalement largué le 9 juillet 1941 avec son radio, le lieutenant Ernest Bernard « Xavier », près de Mortain (Manche). Il doit organiser un réseau dans la région de Caen-Avranches. Malheureusement, « Xavier » est reconnu quelques jours plus tard par un policier, qui l'arrête pour qu'il finisse de purger une peine d'avant-guerre pour viol, interrompue par sa fuite à l'arrivée des Allemands. Privé de communication, Noël Burdeyron se replie à Trouville-sur-Mer où la veuve de son oncle, mort pour la France en 1940, tient alors une épicerie "Alimentation du Pays d'Auge", place du pont.
Empruntant sa tenue de travail à un sympathisant qui travaille comme manœuvre à la base aérienne de Carpiquet, il réussit, pendant deux jours, à observer la base de l'intérieur. Un jour, à Caen, il rencontre par hasard Pierre de Vomécourt, qu'il avait connu à l'entraînement à Wanborough Manor (en) et grâce à lui, les informations qu'il a glanées à Carpiquet peuvent parvenir à Londres.
Pierre de Vomécourt le recrute dans son réseau AUTOGIRO. Avec l’aide de cheminots, Burdeyron organise une série de petits sabotages, ainsi que, début 1942, le déraillement d’un train de soldats allemands permissionnaires sur la ligne Paris-Cherbourg, près de Mézidon.
Noël Burdeyron est arrêté le 7 mai 1942. Il est interné à Fresnes puis envoyé au château de Colditz le 8 janvier 1944, où il reste détenu jusqu’à la libération du camp, le 6 avril 1945.

## Reconnaissance
Décoration reçue par Noël Burdeyron :
- Royaume-Uni : Mentioned in Despatches.